# 瓦利卡萊

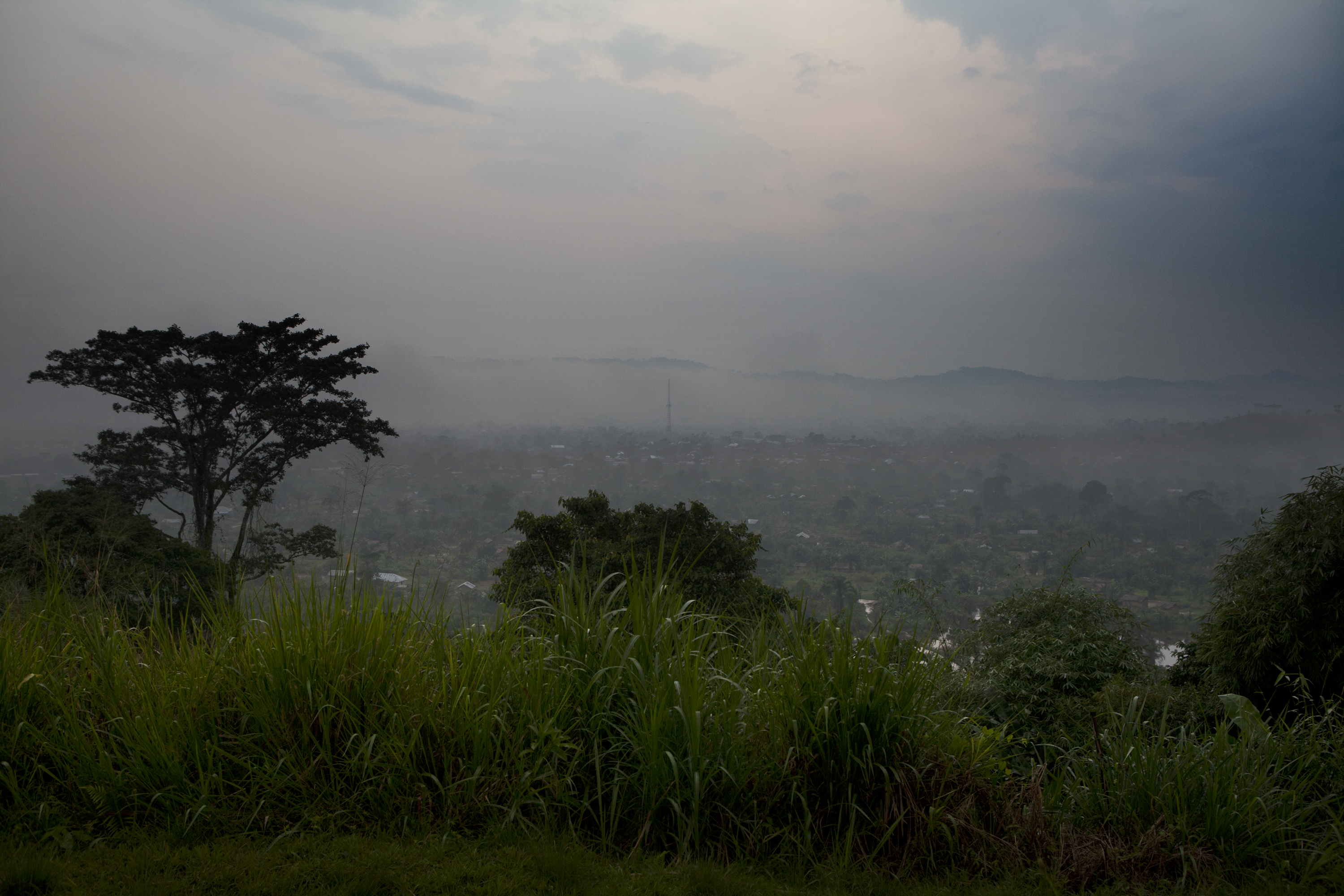
瓦利卡萊的景色

瓦利卡萊是剛果民主共和國的城鎮，由北基伍省負責管轄，位於該國東部戈馬以西135公里，有豐富的錫石蘊藏量，2008年礦產被軍閥操縱，2010年人口9,903。

## 外部連結
- Another Way to Protect Biodiversity: Community Conservation

01°25′S 28°02′E / 1.417°S 28.033°E